# Shell Beach, Guyana
Shell Beach eller Kamawatta Beach, ligger vid Guyanas Atlantkust i regionen Barima-Waini nära gränsen till Venezuela. Platsen utgör boplats för fyra av de åtta arterna av havssköldpaddor - sydlig bastardsköldpadda, karettsköldpadda, grön havssköldpadda och havslädersköldpadda. Shell Beach är ungefär 140 km lång.
Sköldpaddor brukade slaktade för sitt kött och deras ägg men är idag en del i ett icke-statligt naturvårdsprogram. Shell Beach är således inte formellt skyddat, även om direkta och indirekta aktiviteter för att skydda havssköldpaddornas boställen började på 1960-talet, då Peter Pritchard började göra årliga besök hit. Indianer från lokala grupper i Almond Beach och Gwennie Beach i Guyana är involverade i programmet.

## Världsarvsstatus
Den 15 november 1995 sattes strandområdet upp på Guyanas tentativa världsarvslista.